# Андресюк Борис Павлович
Бори́с Па́влович Андресю́к (19 лютого 1956, Петропавлівка) — український політик.
Кандидат економічних наук (1995), доктор політичних наук (1998); заступник міністра оборони України (03.2010—04.2012). Директор Департаменту Міністерства оборони України (04.2011—07.2013), Завідувач кафедрою суспільних наук, Директор інституту дизайну і реклами Національної Академії керівних кадрів культури і мистецтв (10.2014 — теперішній час)

## Життєпис
Народився у селі Петропавлівка, Саратський район, Одеська область; одружений; має 2 дочок.

### Освіта
- 1971—1975 — учень Білгород-Дністровського сільськогосподарського технікуму.
- Київський автомобільно-дорожній інститут (1984), «Мости і тунелі»;
- Академія Менеджменту і приватизації (1995, ФРН);
- докторська дисертація «Місцеве самоврядування в сучасній Україні (політологічний аналіз)» (Інститут політичних і етносоціальних досліджень НАН України, 1998).

### Діяльність
1975—1977 — служба в армії.
1978—1987 — прохідник, секретар комітету комсомолу, заступник секретаря парткому, заступник начальника БМУ № 6 «Київметробуду».
1987—1992 — заступник голови, перший заступник голови виконкому Ленінської райради народних депутатів міста Києва.
1992—1995 — Представник Президента України в Старокиївському районі міста Києва; голова Старокиївської райради народних депутатів міста Києва.
1995—05.1998 — голова Старокиївської райдержадміністрації міста Києва і Старокиївська райрада міста Києва.
12.2005—01.2007 — заступник голови, з 01.2007 — голова Громадської ради при Міністерстві оборони України.

## Політична кар'єра
Член Координаційної ради з питань місцевого самоврядування (06.—09.1998).
Член СДПУ(О) (1998—12.2004); член Політбюро СДПУ(О) (10.1998—12.2004).
Народний депутат України 3-го скликання 03.1998—04.2002 від СДПУ(О), № 12 в списку. На час виборів: голова Старокиївської райради, голова Старокиївської райдержадміністрації міста Києва. Член фракції СДПУ(О) (з 05.1998, уповноважений представник; заступник голови Комітету з питань державного будівництва, місцевого самоврядування та діяльності рад (07.1998—02.2000), голова Комітету з питань національної безпеки і оборони (з 02.2000).
Народний депутат України 4-го скликання 04.2002—04.2006 від СДПУ(О), № 10 в списку. На час виборів: народний депутат України, член СДПУ(О). Член фракції СДПУ(О) (05.2002—12.2004, уповноважений представник з 06.2002), позафракційний (12.2004—05.2005), член фракції НП (з 05.2005), перший заступник голови Комітету з питань національної безпеки і оборони (з 06.2002).
03.2006 кандидат в народні депутати України від Народного блоку Литвина, № 50 в списку. На час виборів: народний депутат України, член НП.

## Літературна діяльність
Автор книг «Місцеве самоврядування в сучасній Україні: проблеми і перспективи» (1997), Політична трансформація України (1998). , Реформування Збройних сил України (2002), численні публікації і статті в українських та зарубіжних ЗМІ.

## Відзнаки
Заслужений будівельник України (1996).